# Karanpur
Karanpur är en ort i Indien.   Den ligger i distriktet Gangānagar och delstaten Rajasthan, i den nordvästra delen av landet, 400 km väster om huvudstaden New Delhi. Karanpur ligger 168 meter över havet och antalet invånare är 21 604.
Terrängen runt Karanpur är mycket platt. Runt Karanpur är det tätbefolkat, med 276 invånare per kvadratkilometer. Trakten runt Karanpur består till största delen av jordbruksmark.